# Sopaipilla

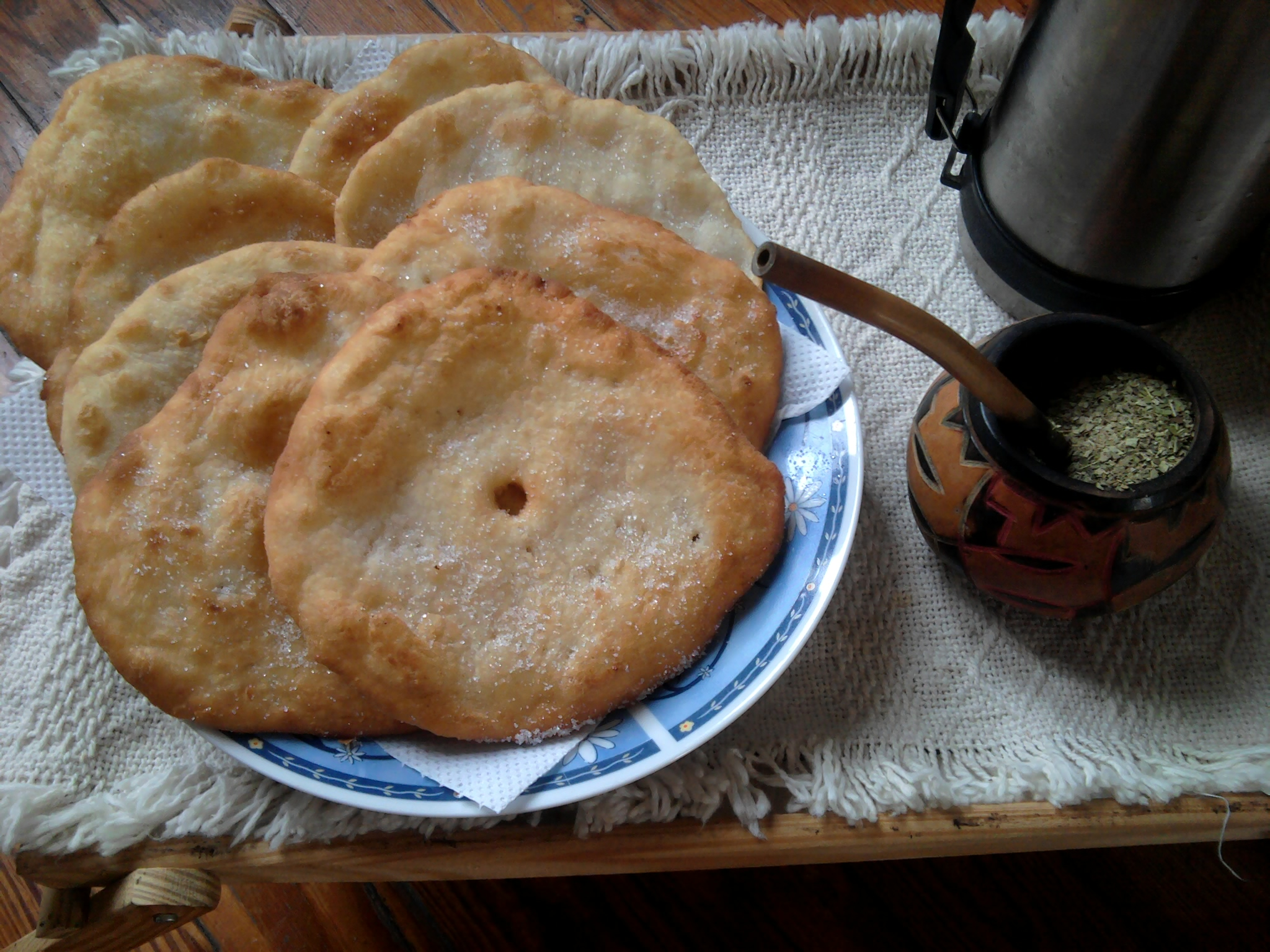
Kulaté sopaipillas nazývané torta frita, typické pro Argentinu a Uruguay

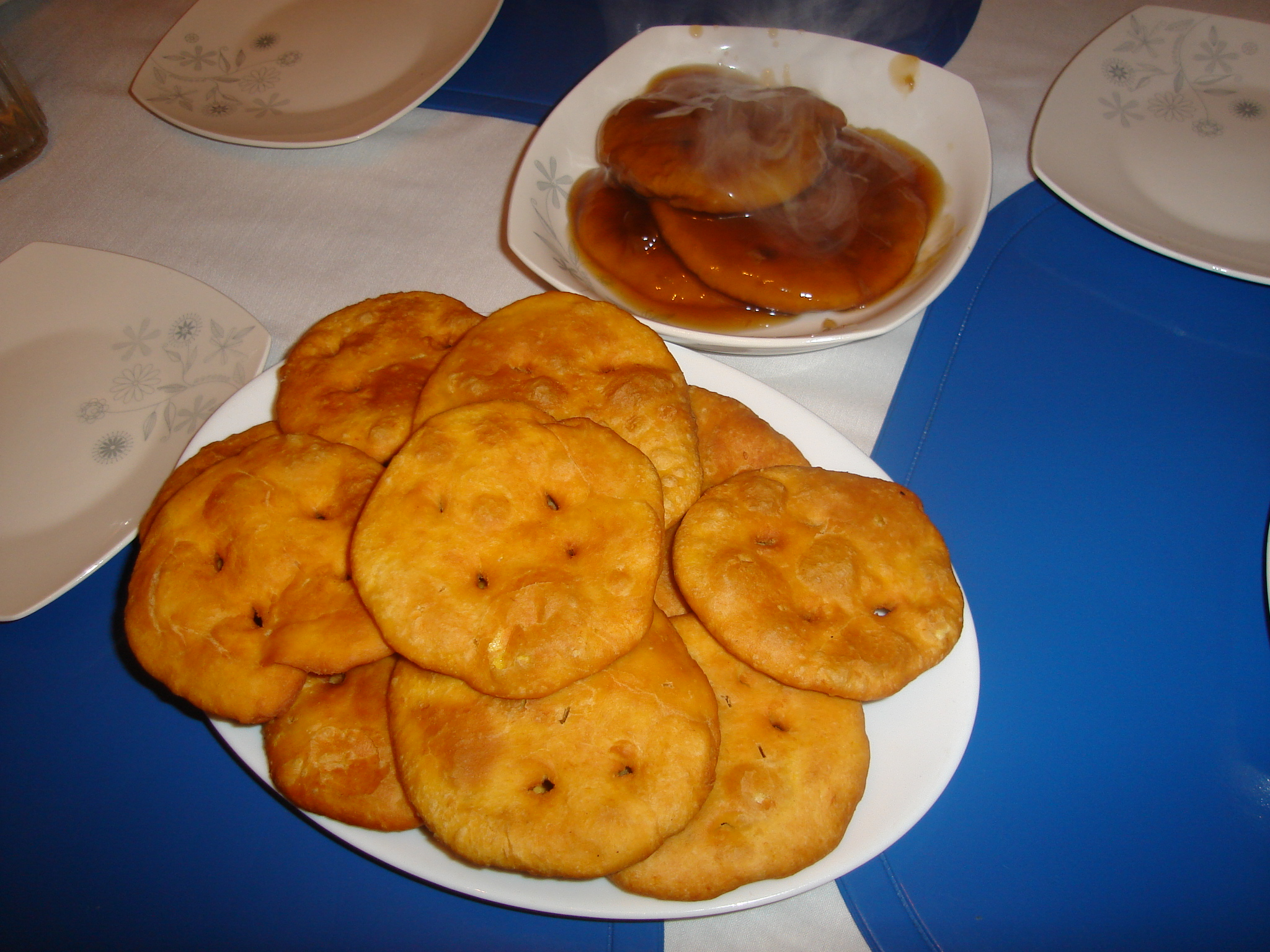
Chilská verze sopaipillas

Sopaipilla je smažený pokrm původně z kuchyně Mozárabů, který je typický pro andaluskou kuchyni a pro kuchyně mnoha oblasti Latinské Ameriky. Jedná se o smažené placky z těsta, podobné langoši, které existují jak ve slaných tak i ve sladkých variantách.

## Původ názvu
Originální mozárabský název tohoto pokrmu zněl Xopaipa, což znamená chléb promočený olejem.

## Varianty
- V chilské kuchyni se tradičně do těsta sopaipillas přidává i dýně. Obvykle se připravují doma během deštivého období, ale zároveň jsou také populárním pouličním jídlem. Obvykle se podávají s různými omáčkami.
- V peruánské kuchyni se sopaipillas nazývají cachangas a obvykle bývají sladké nebo kyselé, podávané se skořicí. Nejčastěji se podávají jako snídaně.
- V americké kuchyni jsou sopapillas populární především v oblasti Nového Mexika, kde jsou podávány jako fritované bochánky a jako příloha.